# Bugambilia (película de 1945)
Bugambilia es una película mexicana de drama de 1945 escrita y dirigida por Emilio "El Indio" Fernández, y protagonizada por Dolores del Río y Pedro Armendáriz. Esta cinta está basada en una historia de Rodolfo Usigli.

## Argumento
En la ciudad de Guanajuato, en el siglo XIX, vive la joven, bella y pérfida Amalia de los Robles (Dolores del Río) que es el objeto del deseo de todos los muchachos de la ciudad pese a los celos de su padre viudo, Don Fernando (Julio Villarreal), quien ve en su hija, el retrato de su esposa muerta, y siente por ella una extraña devoción. Sin embargo, el único hombre que despierta el interés de Amalia es Ricardo Rojas (Pedro Armendáriz), aun así, su amor es imposible debido a la diferencia de clases sociales y principalmente por los celos de Don Fernando.
Amalia de los Robles (Dolores del Río) es la muchacha soltera más codiciada de Guanajuato. Por su belleza y la fortuna de su padre Don Fernando de los Robles (Julio Villarreal). Amalia es una coqueta que no hace caso de ninguno de sus pretendientes, espera conocer aún al hombre de que en sus sueños la domina. Su principal pretendiente se llama Luis Felipe (Alberto Galán) y es abogado. Don Fernando a instancias del señor cura (Arturo Soto Rangel) quiere que Amalia siente cabeza y piensa que Luis Felipe es el mejor partido posible.
Un buen día sucede una explosión en la mina de don Fernando y hay muchos muertos. La gente del pueblo culpa a don Fernando del desastre e insulta a Amalia que cuando escucha la explosión va a buscar a su padre a la mina. Ricardo Rojas (Pedro Armendáriz) que es el capataz de la mina la salva de ser agredida. Después de ese encuentro, Ricardo, queda perdidamente enamorado de Amalia. Amor que le confiesa a la Zarca (Stella Inda), una chica muy bella del pueblo que está enamorada de él y que le advierte que tenga cuidado pues ha retado a un duelo mortal a un hombre que ha insultado a Amalia sin conocerla. 
Esa fiesta es una de las muchas veladas de la alta sociedad de Guanajuato y esa noche Alberto (Roberto Cañedo), que es poeta le dedica un poema comparándola a una buganvilia, la cual es la flor favorita de Amalia, como regalo de despedida porque sabiendo imposible que su amor sea correspondido se va de la ciudad. El cura, aprovecha un momento de la velada para advertir a Amalia que en el pueblo se dice que dos hombres están dispuestos a matarse por ella esa noche. Esa noche también, el pueblo pasea sus muertos de la mina enfrente de la casa de don Fernando, para exhibir su dolor frente a la frivolidad del hacendado que está dando una fiesta para la aristocracia local y consiguen que la fiesta termine.
Ricardo se bate en duelo esa noche en un callejón. Al momento del duelo se aparece a Amalia y distrae a Ricardo lo que provoca que le den un rozón de bala en la mano, pero aun así mata a su oponente. Amalia se disculpa por haberlo distraído y le ofrece su pañuelo para vendarle la herida, pero aparece la Zarca y se lo lleva de ahí. Amalia días después le pide a Luis Felipe que busque a Ricardo para que recupere su pañuelo puesto que quiere evitar que la gente murmure. Ricardo se niega a devolverle el pañuelo a Luis Felipe y va a casa de Amalia para entregárselo personalmente. Amalia se lo regala e inmediatamente congenia con él. Ricardo la vuelve a visitar para regalarle un gallo y en esa entrevista descubren que se están enamorando. Amalia lo invita al baile de la Lonja pero Ricardo le dice que no puede entrar a un baile tan elegante y ella promete asomarse al balcón en medio de la noche si el va a visitarla. En eso llega don Fernando a la casa y se indigna de que un hombre de clase tan baja ande pretendiendo a su hija y lo corre de una manera humillante.
Don Fernando consigue que el alcalde de la ciudad corra a Ricardo que acepta irse para no ser preso y poder buscar fortuna para regresar a casarse con Amalia. La noche del baile Amalia se escapa por los callejones a encontrar a Ricardo y despedirse de él, pero los soldados los siguen muy de cerca y lo echan a correr a punta de pistola. Toda esta situación provoca un disgusto muy serio y un distanciamiento entre Amalia y don Fernando. Poco a poco se van reconciliando y don Fernando cree que Amalia ha olvidado a Ricardo y arregla la boda de esta con Luis Felipe. Amalia le escribe a Ricardo advirtiéndole y éste regresa al pueblo para llevársela. Don Fernando los sorprende y trata de detenerlos, pero Amalia se va con Ricardo de todas maneras. El día de la boda don Fernando se presenta pistola en mano y mata a Ricardo.
Don Fernando es procesado por asesinato y Luis Felipe se hace cargo de la defensa. Su estrategia es alegar que el homicidio fue en defensa del honor de Amalia ya que don Fernando descubrió que Ricardo la había mancillado. Amalia que al principio se rehúsa a manchar la memoria de Ricardo finalmente se presenta en el juicio y acepta confirmar el argumento de la defensa, pero don Fernando se pega un tiro en la sala de jurado enfrente de todo el mundo al rehusar ser defendido con una mentira tan vil que daña el honor de su hija. Tiempo después Luis Felipe busca a Amalia que vive recluida en su casa para pedirle que se case con el, pero ella lo vuelve a rechazar diciéndole que no esta sola que siempre la acompañará la memoria de su amado Ricardo.

## Reparto
- Dolores del Río .... Amalia de los Robles
- Pedro Armendáriz .... Ricardo Rojas
- Julio Villarreal .... Don Fernando de los Robles
- Alberto Galán .... Luis Felipe
- Stella Inda .... Zarca
- Arturo Soto Rangel .... Cura
- Conchita Sáenz .... Nana Nicanora
- Roberto Cañedo .... Alberto, el poeta
- José Elías Moreno .... Socio de Ricardo
- Maruja Griffel .... Matilde, la chismosa
- Irma Torres .... Sirvienta
- Lupe del Castillo